# Главнокомандующий армией США
Главнокомандующий армией США (англ. Commanding General of the United States Army) — должность, присваивавшаяся высшему по званию должностному лицу армии США (ранее — Континентальной армии) до учреждения поста начальника штаба армии США в 1903 году. Во время войны за независимость США (1775—1783) эта должность именовалась главнокомандующий Континентальной армии (Commander-in-Chief of the Continental Army). В 1783 году наименование было упрощено до «старший офицер армии США» (Senior Officer of the United States Army). В 1821 году была введена формулировка «главнокомандующий армией США». Должность также часто обозначалась иными названиями, такими как «генерал-майор, командующий армией» (Major General Commanding the Army) или «генерал-главнокомандующий» (General-in-Chief).
С 1789 года и до упразднения должности в 1903 году главнокомандующий армией юридически подчинялся военному министру США — члену кабинета президента. В 1903 году, при президенте Теодоре Рузвельте (1901—1909), должность была упразднена в результате законодательного акта Конгресса США, учреждавшего пост начальника штаба армии.